# Burnett County
Burnett County är ett administrativt område i nordvästra delen av delstaten Wisconsin, USA, med 15 457 invånare. Den administrativa huvudorten (county seat) är Meenon. Countyt är beläget omedelbart intill Mississippifloden.

## Geografi
Enligt United States Census Bureau så har countyt en total area på 2 280 km². 2 129 km² av den arean är land och 152 km² är vatten. 

### Angränsande countyn
- Douglas County, Wisconsin - nordost
- Washburn County, Wisconsin - öst
- Barron County, Wisconsin - sydost
- Polk County, Wisconsin - syd
- Chisago County, Minnesota - sydväst
- Pine County, Minnesota - väst

### Större orter
- Grantsburg med 1 300 invånare
- Meenon med  1 200 invånare